# Ранко Павловић
Ранко Павловић (Шњеготина Горња, 19. јануар 1943) српски је књижевник. Пише приче, приповијеткe, романе, поезију и драмске текстове за дјецу и одрасле.

## Биографија
Рођен је за вријеме Другог свјетског рата у Шњеготини Горњој код Теслића. У родном мјесту је завршио основну, а Учитељску школу у Бањој Луци. По завршетку Учитељске школе је кратко вријеме радио као просвјетни радник у околини Теслића. Преселио се у Бању Луку и бавио се новинарством. Радио је као новинар и уредник у сарајевском "Ослобођењу", а затим је био директор новинско-издавачке дјелатности, те директор и главни и одговорни уредник издавачке дјелатности у "Гласу српском".
Објавио је осамнаест збирки пјесама, седамнаест збирки приповиједака, пет романа, двије збирке есеја, књигу књижевних критика и десет радио-драма за одрасле, затим осамнаест збирки прича за дјецу, шест збирки пјесама за најмлађе, два романа за младе, десетак играних и објављених текстова за дјечја позоришта и петнаестак радио-игара за дјецу. Завод за уџбенике у Источном Сарајеву објавио је његова Изабрана дјела.
Заступљен у читанкама, лектири и антологијама. Његове пјесме и приповијетке превођене су на италијански, пољски, мађарски, енглески, румунски, њемачки, холандски, шведски, руски и друге језике.

Живи и ради у Бањој Луци.

## Награде
- Кочићева награда[1]
- Кочићева књига[1]
- Награда Станко Ракита[1]
- Награда Лаза Костић[1]
- Награда Гордана Брајовић[1]
- Награда Гордана Тодоровић[1]
- Награда Исак Самоковлија[1]
- Награда Григорије Божовић[1]
- Награда Веселин Маслеша[1]
- Скендер Куленовић[1]
- Совица за најбољу књигу за дјецу[1]
- Михољданска повеља, награда за развој културе у челиначком крају 2010.[3]
- Повеља СВИТАК, награда књижевних новина "Свитак", Пожега, 2015.
- Годишња награда удружења књижевника Републике Српске
- Повеља Удружења књижевника Србије за животно дјело
- Повеља Удружења књижевника Републике Српске за животно дјело
- Награда академије Иво Андрић за животно дјело

## Дјела
Збирке поезије:
- "Немир сна", «Паралеле», Добој, 1963.
- "Дамари јасеновачки", Национални парк Козара, Приједор, 1987.
- "Кости и сјене", Слово, Бања Лука, 1997.
- "Небески лан", «Арс Либри» – Београд, «Бесједа» – Бања Лука, 2001.
- "Срж", «Рад», Београд, 2005.
- Пјесме (изабране и нове пјесме), Завод за уџбенике, Источно Сарајево, 2004.
- "Дама из Господске", «Арт-принт», Бања Лука, 2006.
- "Лов", «КоВ», Вршац, 2007.
- "Пјесников прах", Нар. библ. „Стефан Првовенчани“, Краљево, 2008.
- "Монашки сонети", «Арт-принт», Бања Лука, 2011.
- "Између двије празнине", Удружење књижевника Српске – Подружница Бања Лука, Бања Лука, 2011.
- "Дубље од слутње", «Арт-принт», Бања Лука, 2012.
- "Повратак у тачку" (изабране и нове пјесме), «Бесједа» Бања Лука, «Арс Ли¬бри», Београд, 2013.
- "Зрно", «Повеља», Краљево, 2014.
- "Прелазак у сјенку" (изабране и нове пјесме), «Унус мундус», Нишки културн центар, Ниш, 2015.
- "Лаку ноћ, Љиљана", «Арт-принт», Бања Лука, 2016.
- "Плавет", Центар за туризам, културу и спорт, Сврљиг, 2018.
- "Измаглица", Удружење књижевника Републике Српске, Бања Лука, 2018.
- "Прометејев чвор", «Арт-принт» , Бања Лука, 2020.
- "Кроз иглене уши", сонети, «Арт-принт» , Бања Лука, 2021.

Збирке приповиједака:
- "Приче из Вакуфа", «Глас», Бања Лука, 1978.
- "Бљесак у кошмару", «Универзал», Тузла, 1985.
- "Човјек у љуштури", «Глас», Бања Лука, 1988.
- "Преображаји", «Рад», Београд, 1997.
- "Додир", «Ослобођење», Српско Сарајево, 1998.
- "Жута бјелина" (избор), «Глас српски» – Бања Лука, «Ослобођење» – Српско Сарајево, 1998.
- "Суботе без Илзе" (изабране и нове приче), Задужбина Петар Кочић, Бања Лука – Београд, 2000.
- "Трагач из крилне регименте", «Удружење књижевника Српске – Подружница Бања Лука», Бања Лука, 2003.
- "Био једном један", «Књижевна задруга», Бања Лука, 2003.
- "Приповијетке" (избор), «Завод за уџбенике», И. Сарајево, 2004.
- "Библиотекар и Књига", «Завод за уџбенике», И. Сарајево, 2006.
- "(Д)опричано" (избор), «Подружница УКС», Бања Лука, 2007.
- "Тринаест нестрпљивих прича", «Прометеј», Н. Сад, 2007.
- "Небесници", «Нова реч», Пожаревац, 2012.
- "Откупљивач прича", «Арт принт», Бања Лука, 2013.
- "Карењина и Вронски у задимљеној крчми", «Прометеј», Нови Сад, 2015.
- Печат над понором, „Штампар Макарије“ Београд, „Херцеговина издаваштво“ Требиње и „Ободско слово“ Подгорица, 2020.
- "Страшни суд", Удружење књижевника Републике Српске, Бања Лука 2021.

Романи:
- "Школа јахања", «Глас», Бања Лука, 1990. (друго издање: «Глас српски», Бања Лука, 1997)
- "Јахачи и остали", «Глас српски», Бања Лука, 2001.
- "Како ухватити лептира", «Народна књига», Београд, 2002.
- "Небеске костурнице", «Прометеј», Нови Сад, 2011.
- "Громада", «Прометеј», Нови Сад и Фондација Брано Ћопић Бања Лука, 2016.

Есеји:
- "Журка код Екермана", «КоВ», Вршац, 2007.
- "У дубинама језика", «Арт принт», Бања Лука, 2017.

Књижевна критика:
- "Дочитавање", «Унус мундус», Ниш, 2012.

Дневници:
- "Крезуба година, дневничко биљешкаре о 2016", «Арт принт», Бања Лука, 2018.

Публицистика:
- "Бањалука 1969 – 1979.", (приредио са Хамидом Хусеџиновићем), „Глас“, Бања Лука, 1980.
- "Бањалучка кућа од снова – пола вијека Дјечијег позоришта Републике Српске" (са Предрагом Бјелошевићем и Војиславом Вујановићем), Дјечије позориште Републике Српске, Бања Лука, 2006.

Збирке прича за дјецу:
- "Бајке за лијево ухо", «Освит», Карловац, 1985.
- "Јарац у позоришту", «Свјетлост», библиотека "Млади дани", Сарајево, 1985.
- "Чистач обуће", «Младост», библиотека "Вјеверица", Загреб, 1985.
- "Кућа на излету", «Глас», библиотека "Јаблан", Бања Лука, 1988, друго издање 1990.
- "Кула Кулина бана", «Веселин Маслеша», библиотека "Ластавица", Сарајево, 1988.
- "Кућа на излету" (избор), «Веселин Маслеша» и «Свјетлост», Сарајево, 1990.
- "Стефан на Млијечном путу", «Крајишко дјечије позориште», Бања Лука, 1994.
- "У кући духова" (избор), «Григорије Божовић», библиотека "Божури", Приштина, 1998.
- "Воз, тата и новине", «Бесједа», библиотека "Бели слон", Бања Лука, 2000.
- "Златнодолске бајке", «Рад», библиотека "Алиса", Београд, 2001.
- "Пријатељи", «Слово», Бања Лука, 2002.
- "Моћ дивље оскоруше и друге бајке", «Bookland» Београд, 2005.
- "Свирала од ружиног дрвета и друге бајке", «Bookland», Београд, 2009.
- "Гитаријада у Јежевици", «Босанска ријеч», Тузла, 2009.
- "Краљеви на вашару" (лектирни избор), «Босанска ријеч», Сарајево, 2010.
- "Стиже сликар", «Повеља», Краљево, 2011.
- "Једна Прича и друге приче", Књижевна заклада/фондација „Фра Грго Мартић“, Крешево, 2011.
- "Причинило се у Причину", «Bookland», Београд, 2014.
- "Машта на туфнице" (лектирни избор), «Босанска ријеч», библиотека „Мали принц“, Тузла, 2015, друго издање (у едицији „Књигометар“) 2016.
- "Принцеза у облутку", „Odysseus“, Београд, 2020.

Романи за дјецу:
- "Тајне Краљевог Града", «Народна књига», библиотека "Петар Пан", Београд, 2004.
- "Како се испричала Неиспричана Бајка", «Завод за уџбенике и наставна средства», Источно Сарајево, 2018.

Сликовнице:
- "Чаролије Сина Сунца", «ГрафоМарк», Лакташи, 2001.
- "Племенити Хахај и страшни Хехеј, «ГрафоМарк», Лакташи, 2001.

Збирке пјесама за дјецу:
- "Шта јутро доручкује", «Завод за уџбенике и наставна средства», Источно Сарајево, 2007.
- "Расти брже, то је лако", «Book», Београд, 2009.
- "Басновите пјесме", «Арт принт», Бања Лука, 2010.
- "Кад се уши зацрвене" (изабране и нове пјесме) (у: Р. Павловић – П. Ђаковић – П. Стевић: Простори игре), Фондација „Бранко Ћопић“, библиотека „Башта сљезове боје“, Бањалука, 2010.
- "Пјесме за причање", «Арт принт», Бања Лука, 2013.
- "Нова планета", «Завод за уџбенике и наставна средства», Источно Сарајево, 2014.

Звучне књиге:
- "Извор свјетлости и друге бајке", ЈУ Специјална библиотека за слијепа и слабовида лица Републике Српске, Бања Лука, 2017.

Изведени позоришни текстови за дјецу:
- "Кутија за ослобађање времена", ЦОК театар, Бања Лука, 1991.
- "Љубавни јади Јежа Јежића", Крајишко дјечије позориште, Бања Лука, 1993. и Луткарски студио "Рода", Бања Лука, 2003.
- "Принц од Бијелог Лука", Дјечије позориште Републике Српске, Бања Лука, 2000. и 2002.
- "Љубичаста зрака", Дјечије позориште Републике Српске, Б. Лука, 2006.
- "Жутокапа", KUD „Karpati“, Врбас, 2006.
- "Племенити Хахај и страшни Хехеј", Дјечије позориште Републике Српске, Бања Лука, 2013.
- "Проклетство метафоре", Театар „ОКО“, Београд, 2013.
- "Упознавање свијета", Театар „ОКО“, Београд, 2013.
- "Троспратни болесник" (по моривима пјесме „Болесник на три спрат“ Бранка Ћопића), Драмска сцена, Прњавор, 2018; ДСГ "Рода" Бања Лука 2021.

Изабрана дјела:
- "Пјесме"
- "Приповијетке"
- роман "Јахачи и остали"
- "Приче за дјецу"

«Завод за уџбенике и наставна средства», Источно Сарајево, 2004.
Више од 20 радио-драмских текстова извођених на свим радио-станицама бивше СФРЈ и превођених на више језика.